# Fernando Poe Jr.
Fernando Poe Jr, de son nom de naissance Ronald Allan Kelley Poe, né le 20 août 1939 à Manille et mort le 14 décembre 2004 dans la même ville, est un acteur philippin.

## Biographie
Fernando Poe Jr est né le 20 août 1939 à Manille, aux Philippines. Il est le fils de l'acteur philippin Fernando Poe. Il a commencé sa carrière cinématographique adolescent. Des années 1950 jusqu'à sa mort, il a participé à plus de 200 films, interprétant souvent le rôle d'un redresseur de torts luttant contre des policiers et des hommes politiques corrompus ou s'opposant à l'envahisseur venu du Japon au cours de la Seconde Guerre mondiale,,.
En 2004, avec le soutien de proches de l'ex-dictateur Ferdinand Marcos et de l'ex-président Joseph Estrada, il se présente à l'élection présidentielle face à quatre autres candidats dont la présidente des Philippines en place : Gloria Arroyo. Il est battu de plus d'un million de voix par celle-ci après avoir contesté les résultats du scrutin durant plusieurs semaines.
Fernando Poe Jr meurt le 14 décembre 2004 six mois seulement après l'élection et au terme d'une carrière d'acteur de plus d'un demi-siècle,.
Il était surnommé « Da King » (« le roi ») et « John Wayne des Philippines » en raison des rôles de justicier qu'il a tenus au cinéma.
Au cours de sa carrière Fernando Poe Jr a remporté de nombreuses récompenses aussi bien comme acteur que comme réalisateur, notamment des FAMAS Awards qui le classent parmi l'un des acteurs les plus connus des Philippines,.

## Filmographie
- 2003 : Pakners[2],[9]
- 1996 : Hagedorn[2],[10]
- 1986 : Muslim Magnum... 357[2],[11]
- 1972 : The Legend[2]
- 1962 : Walang pagkalupig[12]
- 1958 : Laban sa lahat[13]